# Ornithogalum arcuatum
Ornithogalum arcuatum är en sparrisväxtart som beskrevs av Christian von Steven. Ornithogalum arcuatum ingår i släktet stjärnlökar, och familjen sparrisväxter. Inga underarter finns listade i Catalogue of Life.

## Bildgalleri

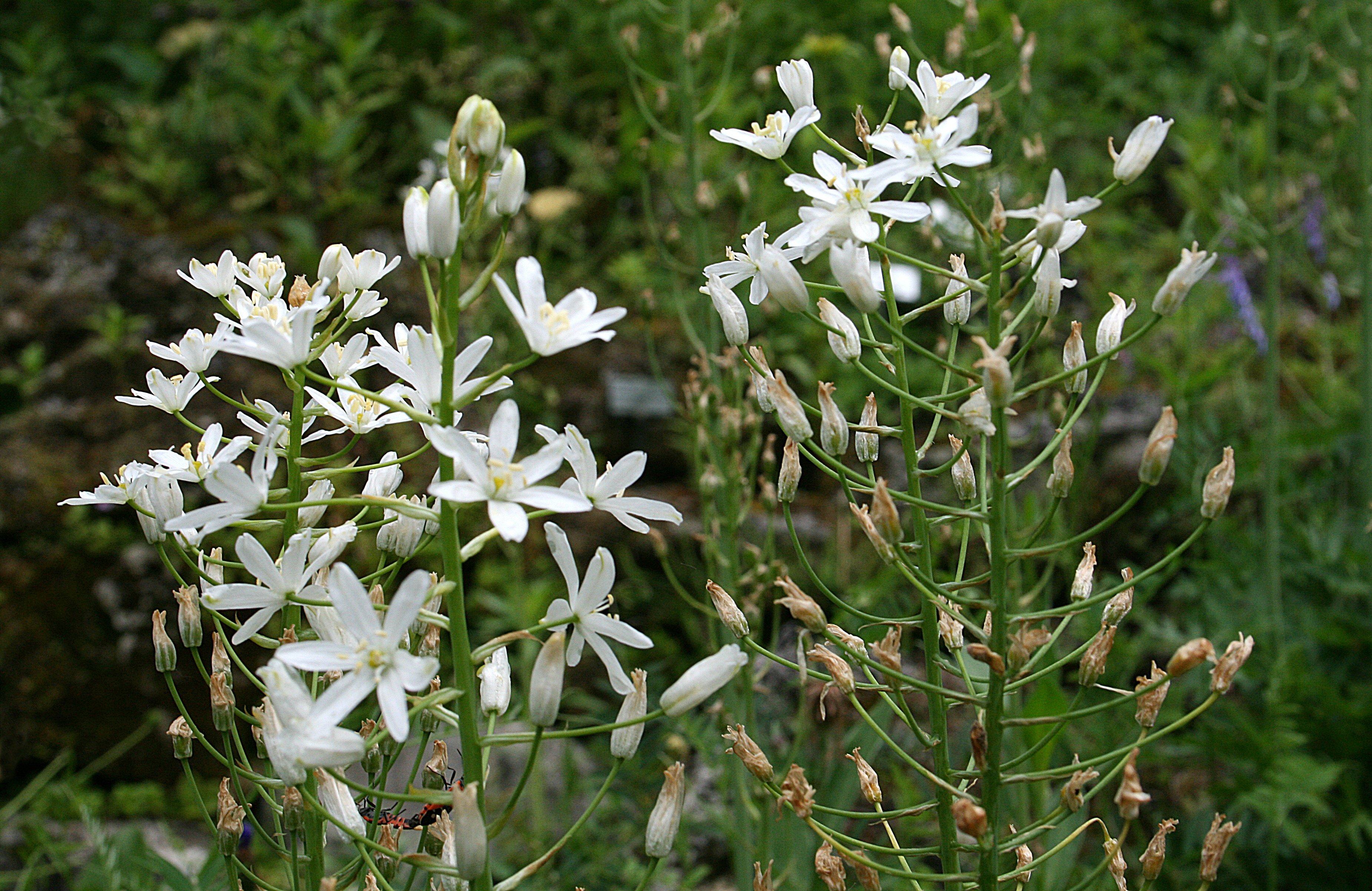
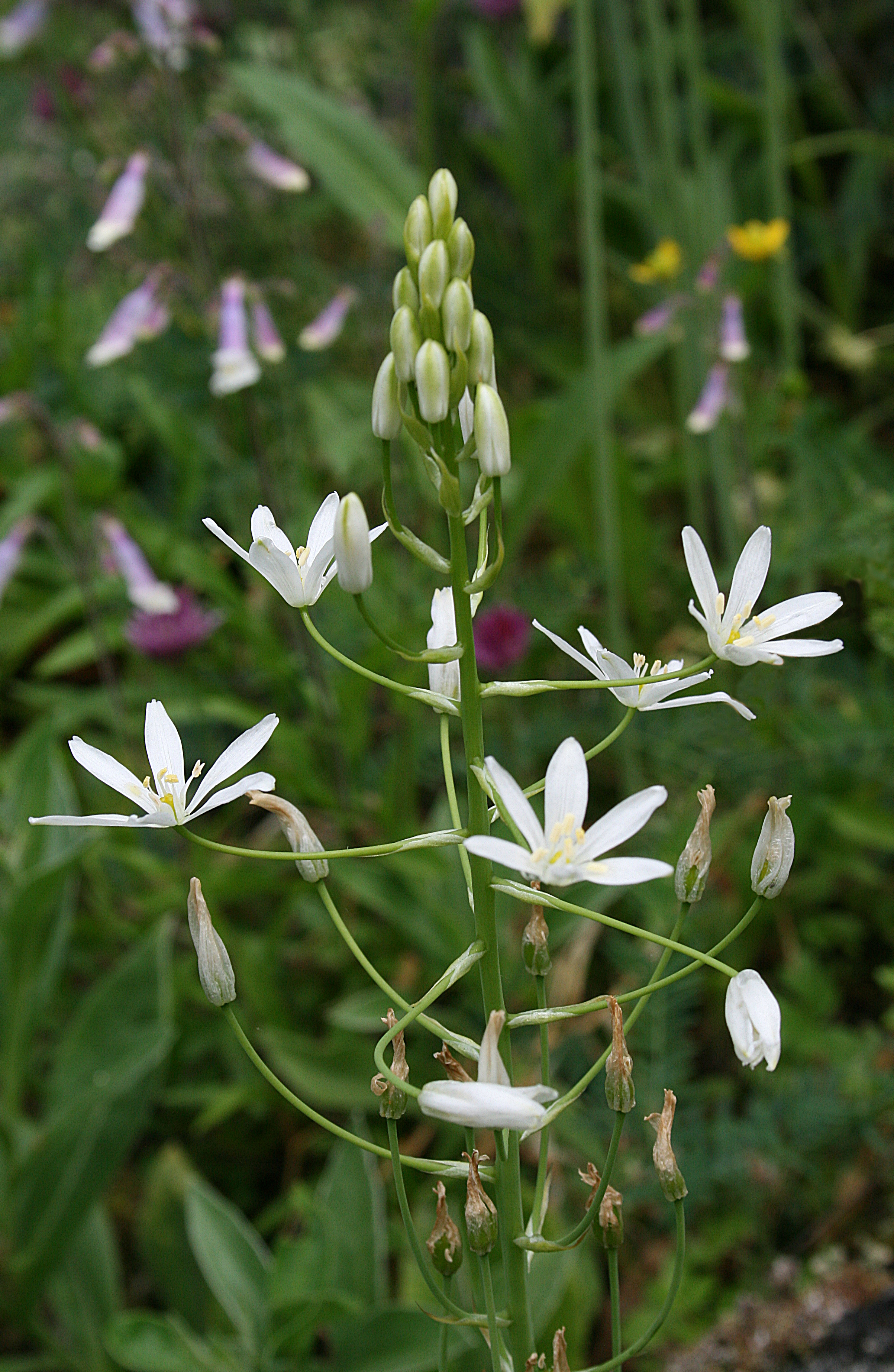